# Silvia Lieb
Silvia Lieb (* 25. Oktober 1970) ist eine Tiroler Medienmanagerin. Sie ist Vorstandsvorsitzende der Moser Holding AG.

## Leben und Wirken
Silvia Lieb besuchte die Bundeshandelsakademie in Schwaz, wo sie 1989 maturierte. Danach absolvierte sie das Studium der Wirtschaftswissenschaften (BWL, IWW) an der Leopold-Franzens-Universität Innsbruck, das sie 1995 abschloss. In ihrer Studienzeit arbeitete sie als Assistentin in der Privatklinik Dr. Pierer (Sanatorium Triumphpforte), nach Abschluss ihres Studiums war sie von 1996 bis 1998 im Produkt- und Vertriebsmanagement der Metasys Medizintechnik GmbH in Rum tätig.
1998 trat Silvia Lieb bei der Moser Holding als Assistentin der Geschäftsleitung ein. Kurz danach wurde sie Geschäftsführerin des Radiobereiches und verantwortete dort die Sanierung des Geschäftsbetriebes sowie den Aufbau des Funkhaus Tirol.
2001 übernahm Lieb die Geschäftsführung der Bezirksblätter Tirol, welche damals erfolgreich den Expansionskurs in andere Bundesländer starteten. 2002 übernahm Lieb zusätzlich die Personalleitung sowie die kaufmännische Leitung der Moser Holding. 2004 erfolgte der Ruf in den Vorstand, seit 2008 ist Silvia Lieb stellvertretende Vorstandsvorsitzende.
Seither war Silvia Lieb federführend für zahlreiche Großprojekte wie die Neuausrichtung der Oberösterreichischen Rundschau, den Aufbau der Druckereisparte der Moser Holding, die Reorganisation der Nachtzustellung sowie den Launch von neuen Produkten und die Entwicklung von Services im IT- und Webbereich verantwortlich. Seit 2024 ist Silvia Lieb Vorstandsvorsitzende der Moser Holding.
Silvia Lieb ist Vizepräsidentin der Österreichischen Auflagenkontrolle (ÖAK), Mitglied im Präsidium des Verbands Österreichischer Zeitungen (VÖZ), sowie Vorsitzende des Vereins der Tiroler Journalismusakademie.